# اسنو آلیگرا
اِسنو نوروزی (سوئدی: Snoh Nowrozi؛ زادهٔ ۱۳ سپتامبر ۱۹۸۷) با نامِ اصلیِ شهرزاد فولادی که با نام هنری اسنو آلیگرا (انگلیسی: Snoh Aalegra; ‎/ˈsnoʊˈæliɡrɑː/‎) شناخته می‌شود، خواننده، ترانه‌سرا و موسیقی‌دان اهل سوئد و ساکن لس آنجلس است. وی از سال ۲۰۰۱ میلادی تاکنون مشغول فعالیت بوده است.
نخستین آلبوم او «احساسات» در سال ۲۰۱۷ و دومین آلبومش با نام «آخ، دوباره باز اون احساسات» در سال ۲۰۱۹ منتشر شد.
وی در سال ۱۹۸۷ در شهر اوپسالا از پدر و مادری ایرانی زاده شد و به‌دنبال جدایی والدین، با مادرش به شهر انشوپینگ رفت و در آنجا رشد و نمو یافت. آنها بعدها به استکهلم نقل مکان کردند. وی نوشتن موسیقی را از سن ۹ سالگی آغاز کرد.